# 王賢明 (體操運動員)
王賢明（1940年9月8日—），生於日治臺灣高雄州（今屏東縣），前男子競技體操運動員。曾代表中華民國參加1964年東京奧運會的八項體操賽事 。

## 參賽紀錄

### 世界性賽事
- 1964年夏季奧林匹克運動會

### 國內賽事
- 1966年臺灣省運動會[3]

## 外部連結
- Shian-Ming WANG|Olympics.com （页面存档备份，存于）